# На Хомах
На Хома́х — карстова печера, геологічна пам'ятка природи місцевого значення в Україні. Розташована на південь від села Кривчого Чортківського району Тернопільської області, на лівому схилі долини річки Циганка, поблизу хутора Хоми. Довжина — 126 м. Охоронна зона — 0,80 га.
Печера утворена в гіпсах неогену під дією тектонічних рухів та процесів карстування; тип — коридорний із бічним замкнутим розгалуженням. Порожнина розміщена у великокристалічних коричневих гіпсах. Будова печери — вузькі щілинні ходи, позбавлені гіпсових кристалів і натічних утворень.

## Пам'ятка природи
Оголошена об'єктом природно-заповідного фонду рішенням виконкому Тернопільської обласної ради № 131 від 14 березня 1977 року. Перебуває у віданні Кривченської сільради.